# Wilhelm Leopolski

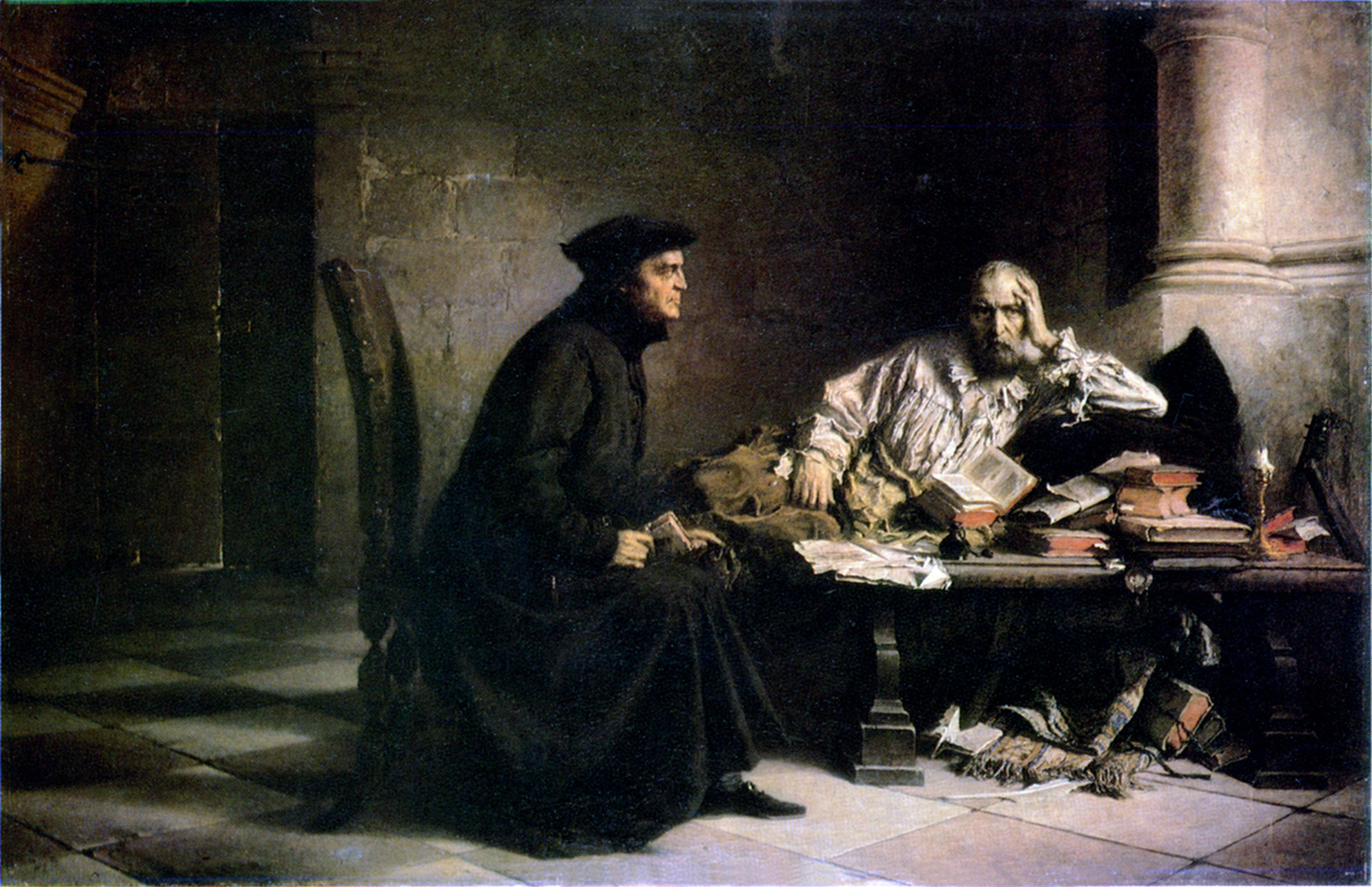
Zgon Acerna (wersja I)

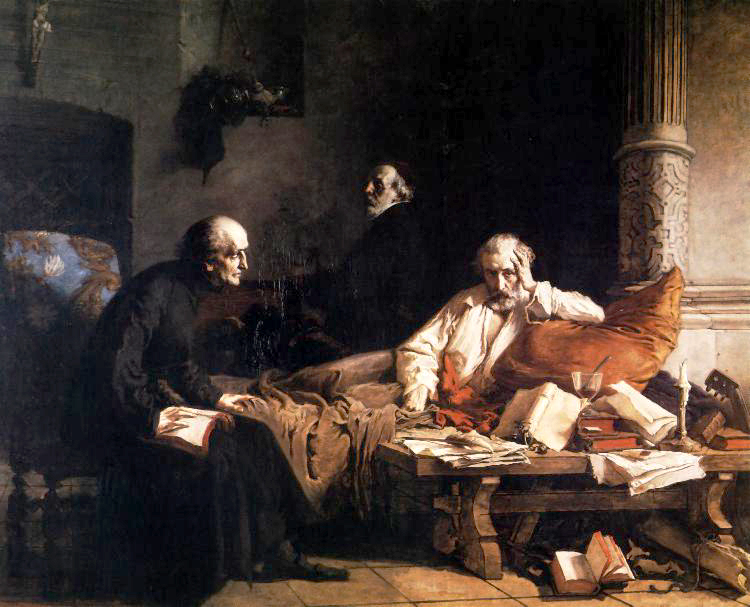
Zgon Acerna (wersja II)

Wilhelm Leopolski (także Wilhelm Postel de Leopolski, Wilhelm Postel Edler von Leopolski) (ur. 5 maja 1828 w Drohobyczu, zm. 29 stycznia 1892 w Wiedniu) – polski malarz.
Rozpoczął studia na wydziale prawa Uniwersytetu we Lwowie. Po ukończeniu studiów prawniczych studiował malarstwo w latach 1853-1856 i 1858-1859 w Szkole Sztuk Pięknych w Krakowie u Wojciecha Kornelego Stattlera i Władysława Łuszczkiewicza, następnie w latach 1860-1861 w Akademii Sztuk Pięknych w Wiedniu u Christiana Rubena i w Akademii w Monachium u Aleksandra (Sándora) von Wagnera. 
Po zakończeniu studiów (1862) mieszkał w Brodach, Krakowie i Lwowie. W roku 1878 zamieszkał na stałe w Wiedniu.
Za najważniejszy obraz w twórczości Leopolskiego uważany jest Zgon Acerna, przedstawiający ostatnie chwile życia poety Sebastiana Klonowica. Istnieją dwie wersje tego obrazu, w Lwowskiej Galerii Obrazów (1865-1867) i w Muzeum Narodowym we Wrocławiu (1867). W wersji wrocławskiej oprócz postaci spowiednika-jezuity i umierającego poety występuje nadworny lekarz króla Stefana Batorego, Wojciech Oczko. 
Inny obraz Leopolskiego, przedstawiający klucznika Gerwazego z Pana Tadeusza, nie spodobał się twórcy, który własnoręcznie pociął płótno i dopiero nabywca usunął ślady zniszczenia. 